# 황현준 (컬링 선수)
황현준(1997년 3월 21일~)은 대한민국의 컬링 선수이다.